# Yona Ettlinger
 (décembre 2021).
Si vous disposez d'ouvrages ou d'articles de référence ou si vous connaissez des sites web de qualité traitant du thème abordé ici, merci de compléter l'article en donnant les références utiles à sa vérifiabilité et en les liant à la section « Notes et références ».
Pour les articles homonymes, voir Ettlinger.
Yona Ettlinger (28 mai 1924 à Munich - 24 juin 1981 à Londres) est un clarinettiste qui a joué et enseigné en Israël, en France et en Angleterre. Yona Ettlinger est considéré comme un clarinettiste classique de premier plan de sa génération et l'un des instrumentistes les plus remarquables d'Israël. Sa musicalité et sa sonorité unique ont influencé l'art de la clarinette en Israël et en Europe dans la seconde moitié du XXe siècle. De nombreux solistes de la clarinette et des musiciens d'orchestre de différents pays comptent parmi ses élèves.

## Biographie
Yona Ettlinger est né en 1924 à Munich, en Allemagne, et a immigré avec sa famille en Palestine en 1933. La famille vit à Tel Aviv, où Ettlinger étudie le piano, puis la clarinette. Son principal professeur de clarinette était Tzvi Tsipin. Yona Ettlinger a poursuivi ses études aux États-Unis et en France, où il a étudié avec le clarinettiste Louis Cahuzac. Son professeur de composition était le compositeur israélien Paul Ben-Haim.
Entre 1947 et 1964, Yoba Ettlinger a été premier clarinettiste de l'Orchestre philharmonique d'Israël, et a joué sous la direction de Zubin Mehta, Sergiu Celibidache et Paul Paray, entre autres. Yona Ettlinger a participé à la formation de certains des principaux ensembles de chambre d'Israël, dont le Quatuor Tel Aviv, avec lequel il a joué et enregistré jusqu'à sa mort. Avec le Quatuor Tel Aviv et la pianiste Pnina Salzman, Ettlinger s'est produit dans certains des principaux festivals et centres culturels des États-Unis, d'Amérique du Sud, d'Europe, d'Australie et d'Extrême-Orient. Il s'est également produit en tant que chef d'orchestre avec l'Orchestre de chambre d'Israël et l'Orchestre symphonique de Jérusalem. Certains des plus grands compositeurs israéliens de son époque ont écrit des pièces pour lui, notamment les compositeurs Tzvi Avni, Ben-Zion Orgad, Mordecai Seter et Josef Tal.
En 1964, Yona Ettlinger s'installe à Paris, où il enseigne la clarinette et étudie la composition avec la compositrice et chef d'orchestre Nadia Boulanger. En 1966, il rejoint la Guildhall School of Music and Drama de Londres en tant que professeur de clarinette et chef de l'orchestre symphonique de l'école.
Yona Ettlinger est mort subitement à Londres en 1981 d'une maladie cardiovasculaire à l'âge de 57 ans.

## Enregistrements
De son vivant, des enregistrements d'Ettlinger sont parus chez Decca, RCA et Harmonia Mundi. En outre, nombre de ses concerts ont été enregistrés par Kol Israel, le service de radio d'Israël. L'un des enregistrements les plus acclamés d'Ettlinger est son interprétation du quintette pour clarinette et cordes de Brahms avec le Quatuor Tel Aviv, qui est apparu dans les années 1960 sur un disque Decca, et est considéré comme l'une des interprétations enregistrées exceptionnelles de cette pièce. L'enregistrement a été réédité dans les années 1980 sous forme de CD Sony pour une distribution limitée. Ce CD contenait également un autre enregistrement d'Ettlinger et du Quatuor Tel Aviv, du quintette avec clarinette de Mozart.

### Enregistrements LP
- Brahms : Quintette pour clarinette en si mineur, Op. 115. Yona Ettlinger (clarinette), Tel Aviv Quartet (Chaim Taub, Menahem Breuer, violins; Daniel Benyamini, viola; Uzi Wiesel, cello). Decca, L'Oiseau-Lyre OLS-R146. Enregistré à Londres, 1962.
- Mozart : Clarinet Quintet in A, K.581 / Quartet Nº21 in D, K.575. Yona Ettlinger (clarinette), Tel Aviv Quartet (Chaim Taub, Yefim Boyko, violons; Daniel Benyamini, alto; Uzi Wiesel, violoncelle). RCA RL-37003. Recorded in London, 1976.
- Brahms : The Two Sonatas for Clarinet and Piano, Op. 120. Yona Ettlinger (clarinette), Pnina Salzman (piano). RCA FRL1-0131. Recorded in Jerusalem, 1975.

### CD
- Mozart : Clarinet Quintet in A, K.581. BRAHMS, Clarinet Quintet in B minor, Op. 115. Yona Ettlinger (clarinette), Tel Aviv Quartet (the 1962 and 1976 recordings). Sony-Edition 3. Issued 1988 and reprinted 1998, both prints in limited distributions.
- Pnina Salzman Vol. 2, Brahms : Trio for Piano, Clarinet and Cello in A minor Op. 114, Sonata for Clarinet and Piano in F minor Op. 120 No. 1, Sonata for Clarinet and Piano in E♭ major Op. 120 No. 2. Yona Ettlinger (clarinette), Pnina Salzman (piano), Uzi Wiesel (violoncelle). Enregistré en direct, Jérusalem, 1975. Doremi Records, DHR-7830.
- Pnina Salsman Vol. 6, Mozart : Trio pour clarinette, alto et piano en mi♭ majeur, K. 498. Yona Ettlinger (clarinette), Daniel Benjamini (alto), Pnina Salzman (piano). Enregistré en direct, Tel Aviv, 1975.  Doremi Records, DHR-7870/1 (2 CD comprenant d'autres pièces de Mozart, Bach, Liszt et De Falla).
- Pnina Salzman Vol. 7, Schumann : Trois romances pour clarinette et piano Op. 94. Beethoven : Trio pour clarinette, violoncelle et piano en si♭ majeur, Op. 11. C.P.E. Bach : 4 Sonates pour clarinette, piano et violoncelle de Wq.92 : Allegretto, Allegro, Andante, Allegro di molto. Glinka : Trio pour clarinette, violoncelle et piano en ré mineur. Poulenc : Sonate pour clarinette et piano (2 versions). Rameau-Ettlinger : Suite pour clarinette et piano. Yona Ettlinger (clarinette), Pnina Salzman (piano), Uzi Wiesel (violoncelle). Doremi Records, DHR-7883-7 (5 CD comprenant d'autres pièces de Schumann, Debussy et autres).
- Yona Ettlinger - Clarinet Concertos : Mozart, Clarinet Concerto in A major, K.622. Carl Stamitz, Clarinet Concerto No.3 in B♭ major. Haendel -Ettlinger , Clarinet Concerto in G minor. J. C. Bach -Ettlinger : Clarinet Concerto in D major. Yona Ettlinger (clarinette), Israel Chamber Orchestra, Gary Bertini – conductor, Israel Radio Orchestra, Mendi Rodan – conductor. Doremi Records, DHR-7859.

## Arrangements pour la clarinette
En plus de sa carrière de soliste, de musicien d'orchestre, de chef d'orchestre et de professeur, Yona Ettlinger a ajouté à la littérature pour clarinette quelques arrangements importants de la période baroque et du début de la période classique.
- Johann Christian Bach et Wolfgang Amadeus Mozart : Concerto en mi bémol majeur pour clarinette et cordes, arr. Yona Ettlinger. Boosey & Hawkes, Londres, 1974.
- Wolfgang Amadeus Mozart: Quatre sonates d'église pour clarinette et piano, arr. par Yona Ettlinger. Boosey & Hawkes, Londres, 1978.
- Wolfgang Amadeus Mozart:Tema Con Variazioni et Rondo, de la Sérénade pour 13 instruments à vent (Gran Partita) K.361. Broekmans & Van Poppel, Amsterdam.
- Jean Philippe Rameau: Suite, arr. Yona Ettlinger. Boosey & Hawkes, Londres, 1968.
- Gioacchino Rossini : Sonate n° 3, arr. Yona Ettlinger. Boosey & Hawkes, Londres, 1982.
- Encores pré-classiques pour clarinette, piano et violoncelle ou basson continuo. Une sélection de pièces de J.S. Bach, J.C. Bach, Scarlatti, Pergolesi, Rameau, Sammartini, Senaille, Veracini, Fiorillo. arr. par Yona Ettlinger. Edition Peters, New York, 1984.

D'autres arrangements d'Ettlinger pour des concertos de Pergolèse, Haendel et Veracini sont joués par les nombreux disciples d'Ettlinger, mais n'ont pas été publiés.